# Springerstiefel

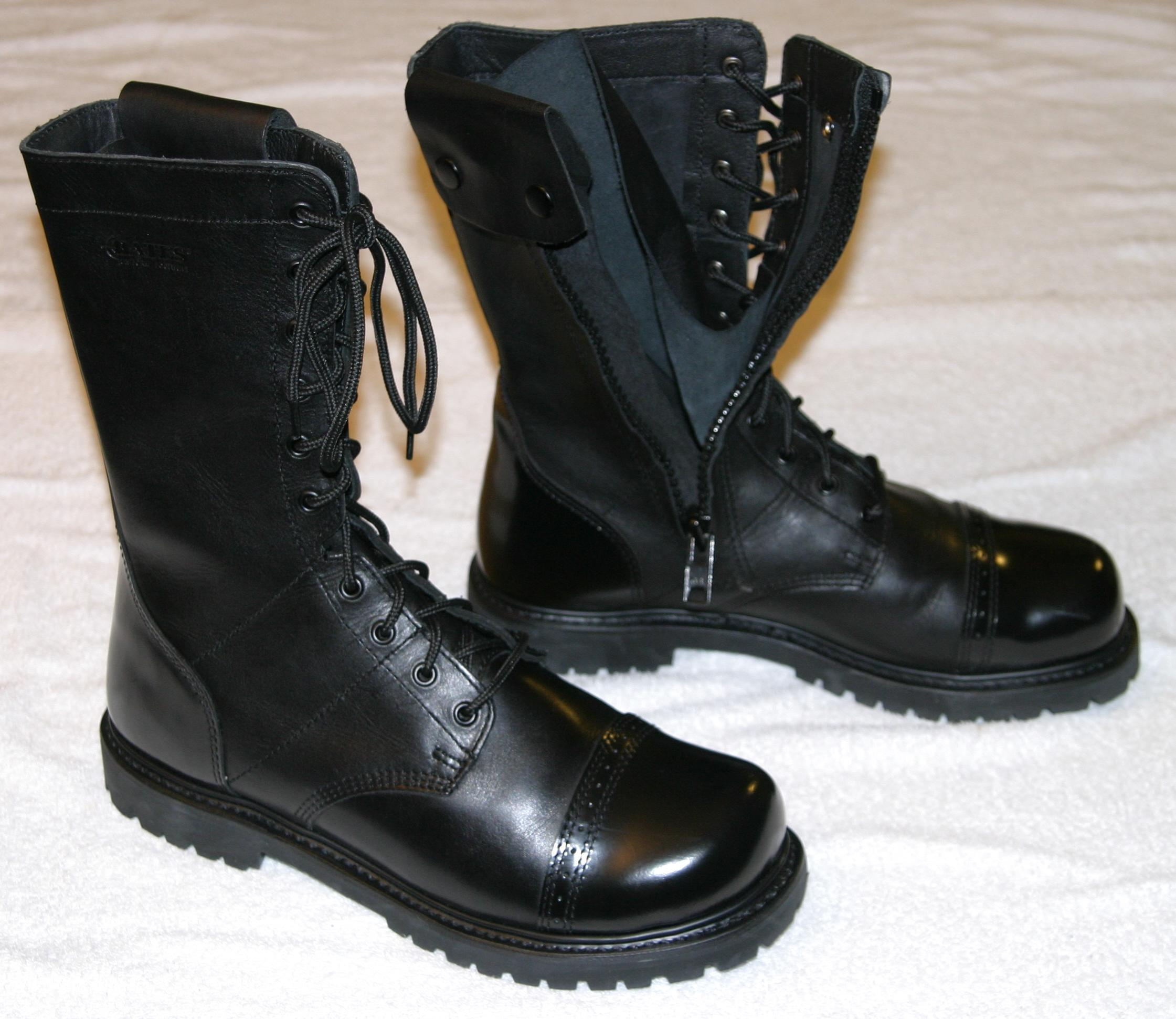
Zivile Variante eines Springerstiefels mit Reißverschlüssen

Springerstiefel (englisch Jump boots) sind eine spezielle Art von Schuhwerk, die ursprünglich für militärische Zwecke entwickelt wurde, insbesondere für Fallschirmjäger. Diese Stiefel zeichnen sich durch ihre robuste Konstruktion und den festen Sitz aus, was sie ideal für anspruchsvolle Operationen macht. Im Laufe der Zeit haben sich Springerstiefel sowohl im militärischen als auch im zivilen Kontext weiterentwickelt und sind heute in verschiedenen Formen und Stilen erhältlich. Ihre Vielseitigkeit und Funktionalität haben dazu geführt, dass sie sowohl in der Mode als auch in spezialisierten Berufen Verwendung finden. Die Geschichte der Springerstiefel beginnt in den 1930er-Jahren, als die deutsche Fallschirmtruppe ihre ersten Prototypen entwickelte. Diese frühen Modelle waren oft aus Leder gefertigt und hatten Sohlen aus Gummi oder synthetischem Kautschuk, um Halt und Stabilität zu verbessern. Nach dem Zweiten Weltkrieg fanden Springerstiefel zunehmend Anklang in der zivilen Mode, da sie als robust und vielseitig galten. Heute sind Springerstiefel ein fester Bestandteil der zivilen Mode und werden sowohl von jungen als auch von älteren Menschen getragen, da sie sowohl Schutz als auch Komfort bieten.

## Mustergeschichte

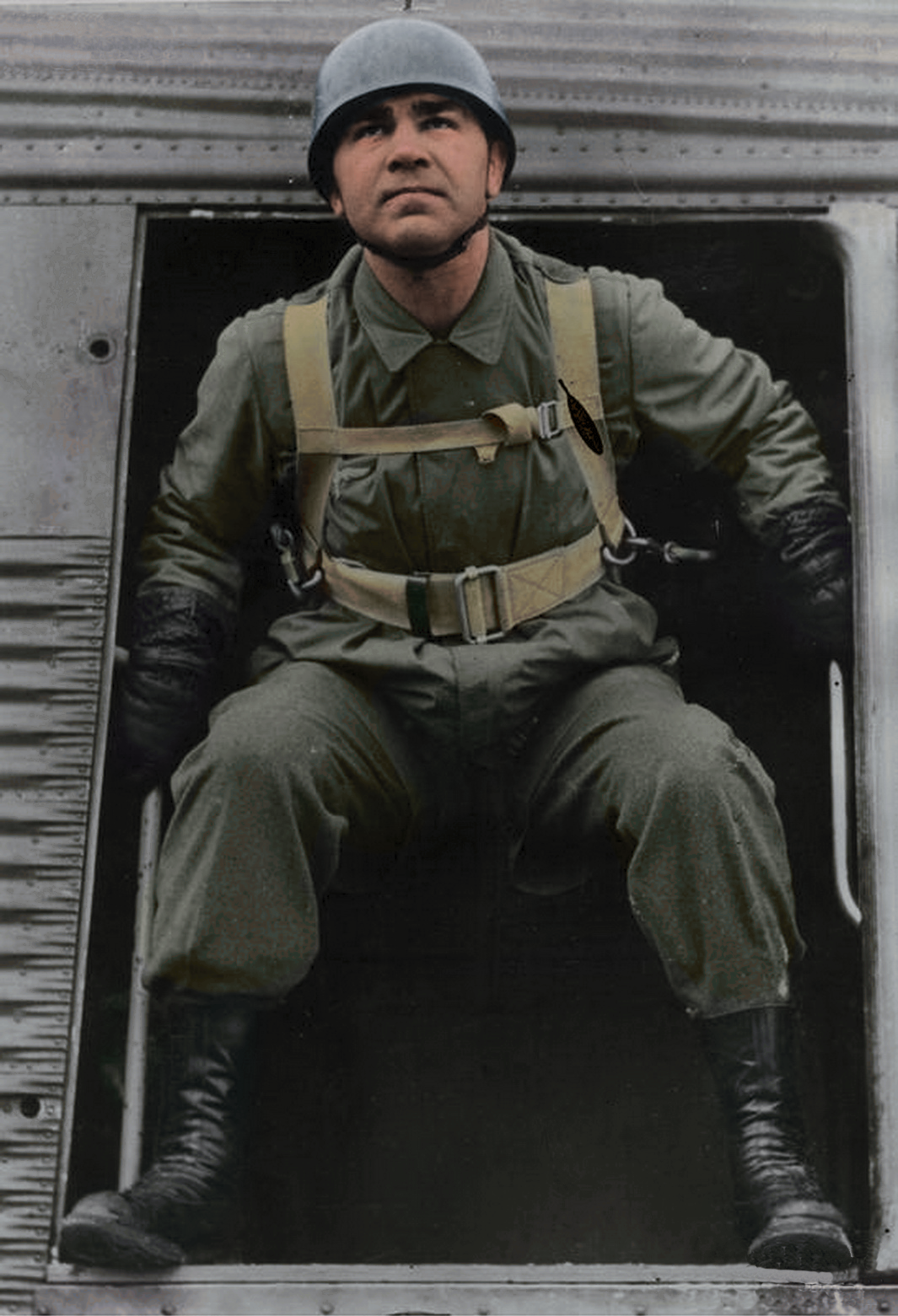
Max Schmeling als Fallschirmjäger der Wehrmacht in Springerstiefeln

### Versuchsmuster
Die Entwicklung von Springerstiefeln für Fallschirmjäger begann Mitte der 1930er-Jahre, als die deutsche Fallschirmtruppe noch in ihren Anfängen steckte. Zu dieser Zeit gab es keine festgelegten Standards für die Stiefel, und die ersten Prototypen zeigten eine breite Palette von Eigenschaften. Die frühen Modelle umfassten beispielsweise seitlich geschnürte Stiefel mit Sohlen und Absätzen aus naturfarbenem Gummi oder Naturkautschuk, die oft ein Waffelmuster aufwiesen, um den Halt und die Stabilität zu verbessern. Frühe Aufnahmen aus dieser Zeit lassen darauf schließen, dass auch vorn geschnürte Modelle getestet wurden. Diese experimentellen Entwürfe spielten eine wichtige Rolle bei der Entwicklung der späteren Standardmodelle, die durch ihre Robustheit und Funktionalität gekennzeichnet waren.
In den frühen Entwicklungsphasen wurde Leder häufig als Hauptmaterial eingesetzt, da es die notwendige Stabilität und Haltbarkeit bot. Um einen sicheren Sitz zu gewährleisten und Verletzungen bei der Landung zu vermeiden, war eine Schnürung entweder seitlich oder vorn angebracht. Die Sohlen wurden oft aus Gummi gefertigt, der aufgrund seiner Elastizität und hohen Reibung das Risiko von Ausrutschern erheblich reduzierte. In den experimentellen Modellen wurden zudem verschiedene Materialien für die Sohlen getestet, darunter auch Kunststoff, um die Haltbarkeit weiter zu verbessern.
Die Entwicklung der frühen Modelle stand in direktem Zusammenhang mit den spezifischen Anforderungen der Fallschirmjäger, die auf zuverlässige und sichere Fußbekleidung angewiesen waren. Diese frühen Prototypen bildeten die Grundlage für spätere Entwicklungen, die durch ihre Flexibilität, ausreichende Polsterung und eine enge, anpassungsfähige Passform gekennzeichnet waren.

### „1. Muster“
Die Einführung des „1. Musters“ der Springerstiefel für die Fallschirmjäger erfolgte unter Baumuster-Nr. 142 – 4 A am 15. März 1938, gemeinsam mit anderen spezialisierten Bekleidungsstücken und Ausrüstungen. Diese Stiefel waren knöchelhoch und bestanden hauptsächlich aus schwarzem Leder, wobei auch braune Modelle existierten. Ein bemerkenswertes Merkmal war die seitliche Schnürung, die in der Wehrmacht einzigartig war. (Bereits vorher, im Jahr 1893, führte das preußische Heer ein Modell von Schnürstiefeln ein, das eine seitliche Schnürung aufwies. Diese Stiefel wurden noch während des Ersten Weltkriegs vereinzelt getragen. Ebenso gab es bei der Waffen-SS Schuhe mit seitlicher Schnürung.) Die Schnürleiste befand sich in leicht bogenförmiger Form auf der Außenseite und wurde durch aufgenähte Lederstreifen verstärkt. An den Kanten waren jeweils zwölf metallene Ringösen angebracht, durch die ein etwa 95 cm langer runder Ledersenkel geführt wurde. Diese Ösen waren mit schwarzem Zelluloid überzogen. Die innenliegende Staublasche wurde am Schaft festgesteppt und zusätzlich durch die 24 Ösen für die Verschnürung gehalten. Besonders hervorzuheben ist, dass die Herstellerbezeichnung nicht direkt auf das Leder aufgestempelt wurde, sondern auf ein Stoffetikett, das oben im Schaft angebracht war.
Die Fallschirmjägerstiefel wurden mit einer Formsohle und einem Absatz aus schwarzem Buna, einem synthetischen Kautschuk, ausgestattet. (Um im Reich unabhängig von importierten Naturkautschuk zu werden, wurde Buna seit 1937 von den Buna-Werken in Schkopau produziert.) Diese Konstruktion bot mehrere Vorteile. Sie gewährleistete beispielsweise einen sicheren Halt auf den metallenen Kabinenböden der Junkers Ju 52, da benagelte Sohlen zu gefährlichen Unfällen hätten führen können. Zudem ermöglichte die Gummisohle nahezu lautloses Bewegen, was den Stiefeln den Spitznamen „Gangster-Stiefel“ einbrachte. In den frühen Modellen waren die Sohlen und Absätze mit einem Waffelmuster versehen, das sich jedoch als unpraktisch erwies. Später wurde dieses Muster durch stegförmige Rippen ersetzt. Die Konstruktion des Absatzes bestand aus einem aufgeklebten und mit zehn Nägeln befestigten Bunaformabsatz. In der Rückansicht wird der Aufbau des Absatzes durch zwei Absatzflecken und den Laufabsatz aus Buna deutlich sichtbar.
Dieses Stiefelmuster wurde bis etwa 1940 hergestellt, bevor es schrittweise durch das „2. Muster“ ersetzt wurde. Der Hauptgrund für diesen Wechsel war die mangelnde Stabilität des ersten Modells, das den Fuß bei der Landung nicht ausreichend unterstützte, was häufig zu Knöchelverletzungen führte. Das „2. Muster“ bot dagegen verbesserten Schutz und besseren Halt.

#### Amtliche Stiefelbeschreibung
Die amtliche Beschreibung des „1. Musters“ der Fallschirmschützen-Stiefel, die in Teilen einem Fertigungsablauf ähnelt, erfolgte in den Besonderen Luftwaffen-Bestimmungen, die vom Reichsluftfahrtministerium 1938 herausgegeben wurden. Hieraus erfolgt die Stiefelbeschreibung als Zitat:

„c. Fallſchirmſchützen=Stiefel

Baumuſter: 142 – 4 A

A. Werkſtoff:

1. Schaft, Beſatz und Riemen: Chromrind, ſchwarz,

2. Laſche: Leichtes Boxleder,

3. Blattfutter: Moleſkin,

4. Kappentaſche: Kalbleder,

5. Boden: Lederbrandſohle, Lederzwiſchenſohle etwa 4 mm ſtark, Weichgummiſohle etwa 5 mm ſtark, Bunaformſohle (etwa 4 mm ſtark) und Buna-Abſatz mit Stegegleitſchutz,

6. Schnürſenkel: Lederriemen.

B. Farbe des Stiefels:

ſchwarz

C. Form:

gemäß beſiegelter Probe.

D. Ausführung:

1. Schaft:

Die Schaftlänge, von der hinteren Abſatzkante gemeſſen, beträgt etwa 26 cm, der Umfang in Knöchelhöhe etwa 27 cm und am oberen Schaftende etwa 32 cm.

Die Verſchnürung des Stiefels liegt auf der Außenſeite. Das Jnnenteil wird mit den beiden Außenteilen mittels Spannaht verbunden und darüber vorn ein 1,5 cm breiter Deckriemen mit 4 Nähten aufgeſteppt. Der vordere Riemen reicht bis unter den Beſatz. Der hintere Deckriemen iſt etwa 2 cm breit und verläuft über den Beſatz, mit 4 Nähten aufgeſteppt, bis zum Boden. Die innenliegende Staublaſche iſt am Schaftende etwa 22 cm breit. Die Laſche wird mit je 2 Nähten am Schaft feſtgeſteppt und außerdem von den 24 eingeſetzten runden Öſen für die Verſchnürung gehalten.

Der Ringbeſatz wird mit 3 Nähten auf das Schaftoberteil aufgeſteppt, wobei die beiden oberen Nähte dicht nebeneinander und die 3. Naht etwa 0,5 cm davon entfernt liegt.

Die Kappentaſche am Hackenteil wird beim Beſatzſteppen mit der 2. und 3. Naht feſtgenäht.

2. Boden:

Der Stiefel wird auf Militärleiſten 1930/31 gearbeitet und handeingebunden. Die Stiefelſpitze erhält zur Verſteifung eine Zelluloidkappe. Unter der Fußſohle und dem Hacken werden die Zwiſchenräume gut ausgeballt und in der Fußmitte ein Ledergelenk eingelegt. Lederzwiſchenſohle und Weichgummiſohle werden zuſammengeklebt und durchgenäht. Dann wird die Bunaformſohle aufgeklebt und angedoppelt. Zur beſonderen Haltbarkeit befindet ſich in der Formſohlenſpitze einvulkaniſiert ein Stahlſpitzenſchoner, der mit 5 Meſſingholzſchrauben 2,5 × 13 mm Form= und Weichgummiſohle feſt verbindet.

Der Bunaformabſatz wird aufgeklebt und mit 10 Nägeln aufgeheftet. Der Abſtand der Nägel vom Abſatzrand beträgt etwa 0,8 cm.

Der Schnitt des Bodens wird ſo knapp wie möglich gefräſt, der Abſatz geglaſt und beides angestrichen.

3. Schnürſenkel:

Der fertige Stiefel wird mit einem Lederſenkel von etwa 95 cm Länge verſehen.

4. Baumuſterschild:

An der Oberkante der Laſcheninnenſeite wird ein Stoffſchild aufgenäht, auf dem mit unverwiſchbarer Schrift Stiefelgröße, Baumuſter, Herſteller und Herſtellungsjahr verzeichnet iſt.

E. Abnahme:

Die Fallſchirmſchützenſtiefel müſſen in allen Teilen der beſiegelten Probe und der Baumuſterbeſchreibung entſprechen.
 
Gewicht des Stiefelpaares:
Etwa 1 850 g für Schuhgröße 28.“

### „Zwischenmodell“
Das „Zwischenmodell“ der Springerstiefel, das um 1940 eingeführt wurde, zeichnete sich durch eine Kombination von Merkmalen aus, die sowohl das erste als auch das zweite Modell der Springerstiefel aufgriff. Dieses Modell verfügte über eine vordere Schnürung mit zwölf Ringösen, ähnlich dem späteren Modell, jedoch wurde es noch mit einer Buna-Sohle ausgestattet, die stegförmige Rippen trug. Diese Sohlen waren identisch mit denen des ersten Modells, während der Rest des Stiefels, bis auf die Hinterkappennaht, dem zweiten Modell entsprach. Die Hinterkappennaht verlief zunächst gerade, bevor sie in die geschwungene Naht der Seitenteile überging, was sich von der gebogenen Naht des zweiten Modells unterschied.
Das „Zwischenmodell“ wurde aus schwarzem Leder gefertigt und hatte einen etwas niedrigeren Schaft als die späteren Modelle. Aufgrund der kriegswichtigen Bedeutung von Gummi und der schnellen Abnutzung der Sohlen und Absätze unter Einsatzbedingungen, war dieses Modell jedoch kurzlebig. Bisher ist nur ein Exemplar dieses „Zwischenmodells“ aufgetaucht, das in den Niederlanden gefunden wurde und sich in ausgezeichnetem Erhaltungszustand befindet. Dieses Exemplar wurde 1940 hergestellt, wie der Schlagstempel am Schaftrand zeigt, der auch Informationen über Größe, Weite und Hersteller liefert.
Das „Zwischenmodell“ der Springerstiefel ist angesichts seiner Seltenheit in der Literatur bisher kaum dokumentiert. Aufnahmen und Beschreibungen dieses Modells sind wichtig für die Rekonstruktion der Geschichte der Springerstiefel. Die Verwendung von Buna-Sohlen mit stegförmigen Rippen spiegelt die Anpassung an die Materialverfügbarkeit und die Notwendigkeit, kriegswichtige Rohstoffe zu schonen, wider. Die Kombination aus vorderer Schnürung und Buna-Sohle zeigt die experimentelle Phase in der Entwicklung der Springerstiefel, die schließlich zu den modernen Modellen führte.

### „2. Muster“
Das „2. Muster“ der Springerstiefel wurde am 25. Februar 1941 eingeführt und war speziell für Fallschirmjäger und Luftlandetruppen konzipiert. Diese Stiefel hatten einen niedrigen Schaft und waren vorn geschnürt, ähnlich wie das „Zwischenmodell“, jedoch mit glatten Ledersohlen und Absätzen ohne Beschlag. Anfangs wurden runde Absatzstifte verwendet, die ab 1942 durch eckige ersetzt wurden. Die glatte Sohle machte den Einsatz von Galoschen notwendig, um Rutschunfälle in der Flugzeugkabine zu verhindern. Um das schnelle Abnutzen der Sohlen zu verhindern, wurden diese oft mit Absatzeisen verstärkt. Die Lederabsätze hatten Rillen für Skibindungen, was sie auch als Bergstiefel nutzbar machte. Die Stiefel wurden über zwölf Paar Ringösen geschnürt, wobei es auch Exemplare mit elf oder dreizehn Ösenpaaren gab. Zum Schnüren wurden keine Ledersenkel mehr verwendet, sondern solche aus festem Eisengarn von 120 cm Länge.
Das „2. Muster“ wurde sowohl in schwarzem als auch in rotbraunem Leder gefertigt, wobei die braunen Modelle oft nachträglich geschwärzt wurden. Es gab auch Versuche mit einer Haken-Ösen-Schnürung, die jedoch nicht weit verbreitet war. Die Stempelung am oberen Schaftrand enthielt Größe, Weite, Herstellungsjahr und Herstellercode. Die Sohlenbenagelung mit eckigen Nägeln ist charakteristisch für Stiefel ab 1942. Das Sohlenleder wurde grubengegerbt, was es hart und widerstandsfähig machte. Die Stiefel waren bis zuletzt handwerklich sehr sauber verarbeitet. Sie waren so konzipiert, dass sie den Fuß bei der Landung stabilisierten und Verletzungen verhinderten.
In den letzten Kriegstagen war die Nachschubsituation so schlecht, dass viele Stiefel nie ausgegeben wurden. Die Stempelung im Schaft folgte einem standardisierten Schema, und die Größe wurde auch auf dem Sohlengelenk eingeschlagen. In einigen Fällen fehlten die Skibindungs-Rillen in den Absätzen, was möglicherweise auf Veränderungen im letzten Kriegsjahr hinweist.

#### Galoschen
Die Galoschen für das „2. Muster“ der Springerstiefel waren spezielle Überschuhe, die während des Zweiten Weltkriegs von der deutschen Luftwaffe für Fallschirmjäger entwickelt wurden. Diese bestanden aus schwarzen, vulkanisierten Gummi-Füßlingen, die über die Halbsohle der Springerstiefel gezogen wurden und mit einer breiten Gummischlaufe über den Absatz gesichert waren. Ihr Hauptzweck war es, den Soldaten während des Sprungdienstes einen besseren Halt auf den oft rutschigen Flugzeugkabinenböden zu bieten.
Die Galoschen wurden in den Einführungsbestimmungen als „zugehöriger Gummiüberzug für Halbsohlen“ bezeichnet und später in der L.Dv. 3000 vom 25. September 1943 (L.Dv. = Druckvorschrift der deutschen Luftwaffe) als „Fallschirmjäger-Galoschen“ erwähnt. Sie wurden auf Springerstiefeln des „2. Musters“ verwendet, die sich durch ihre robuste Konstruktion auszeichneten. Die Galoschen selbst trugen innen oft nur einen Größenstempel.
Die Verwendung dieser Galoschen war eng mit der Ausbildung und dem Einsatz der Fallschirmjäger verbunden. Obwohl sie hauptsächlich für den Sprungdienst gedacht waren, sind sie auf zeitgenössischen Fotos relativ selten zu sehen, selbst auf Bildern von Springer-Lehrgängen. Nach der Landung bei der Ausbildung wurden die Galoschen in der Regel abgenommen und wieder abgegeben. Es ist unklar, ob sie jemals im Kampfeinsatz getragen wurden.

## Nutzung von Springerstiefeln nach den Weltkriegen

### Militärischer Kontext
Die Entwicklung von Springerstiefeln ist eng mit den Anforderungen moderner militärischer Operationen verbunden. Nach dem Krieg wurde die Bundeswehr gegründet, und die Entscheidungsträger lehnten viele bewährte deutsche Strukturen und Ausrüstungsgegenstände ab, um eine marktorientierte Armee aufzubauen. Die Fallschirmjäger der Wehrmacht hatten bereits vor dem Krieg mit geschnürten Springerstiefeln experimentiert, die durch ihre Schnürung einen festen Sitz boten. Diese frühen Modelle hatten ein genarbtes Oberleder und eine seitlich außen sitzende Zwölflochschnürung mit Lederschnürsenkeln.
In den frühen Jahren der Bundeswehr wurde der Fokus auf Schnürschuhe mit Gamaschen gelegt, was jedoch aufgrund schlechter Erfahrungen bald revidiert wurde. 1957 wurde der gekürzte Schaftstiefel, auch bekannt als „Knobelbecher“, wieder eingeführt, was eine Rückkehr zu bewährten Modellen markierte. Die Entwicklung der Springerstiefel für spezialisierte Einheiten wie Fallschirmjäger setzte sich fort, wobei die Stiefel an die Anforderungen moderner Luftlandeoperationen angepasst wurden.
In den 1970er-Jahren wurde die Entwicklung von Kampfstiefeln weiter vorangetrieben. Ein Meilenstein war das Modell 1971, das auf Geheiß des damaligen Verteidigungsministers Helmut Schmidt eingeführt wurde. Dieses Modell zeichnete sich durch einen verlängerten Schaft aus, der bei Probeeinsätzen getestet worden war. In den folgenden Jahrzehnten wurde die Technologie kontinuierlich verbessert, wobei Materialien wie Gummisohlen zunehmend in die Produktion integriert wurden, um Abriebfestigkeit und Stabilität zu erhöhen. Moderne Springerstiefel der Bundeswehr basieren auf diesen frühen Modellen und bieten heute eine Kombination aus Robustheit, Flexibilität und Schutz, die für spezialisierte Operationen unerlässlich ist.

### Ziviler Kontext
Die Nutzung von Springerstiefeln im zivilen Kontext hat sich seit dem Zweiten Weltkrieg vielfältig entwickelt. Ursprünglich waren Springerstiefel für militärische Zwecke, insbesondere für Fallschirmjäger, konzipiert, um einen festen Sitz und Stabilität zu bieten. Nach dem Krieg fanden diese Stiefel zunehmend Anklang in der zivilen Mode, da sie als robust und vielseitig galten.
In den 1950er- und 1960er-Jahren wurden Springerstiefel in Deutschland vor allem von Jugendlichen und jungen Erwachsenen getragen, die sich mit der Subkultur der Halbstarken identifizierten. Diese Gruppe bevorzugte die Stiefel aufgrund ihrer robusten Konstruktion und des damit verbundenen Images von Stärke und Unabhängigkeit. In den 1970er- und 1980er-Jahren erlebten Springerstiefel eine Renaissance im Kontext der Punk- und Skinhead-Bewegungen, wo sie als Symbol für Rebellion und Nonkonformität getragen wurden. Parallel dazu begannen auch Outdoor- und Wandersportler, Springerstiefel zu schätzen, da sie gute Stabilität und Schutz boten.
In den 1990er-Jahren wurden Springerstiefel zunehmend auch in der Modebranche wahrgenommen. Designer begannen, sie in ihre Kollektionen aufzunehmen, oft mit modischen Anpassungen wie farbigen Schnürsenkeln oder speziellen Materialien. Diese Entwicklung führte dazu, dass Springerstiefel nicht mehr nur als funktionale, sondern auch als modische Schuhe wahrgenommen wurden.
Heute sind Springerstiefel in Deutschland ein fester Bestandteil der zivilen Mode und werden sowohl von jungen als auch von älteren Menschen getragen. Sie sind in verschiedenen Stilen erhältlich, von klassischen, robusten Modellen bis hin zu modischen Abwandlungen mit speziellen Materialien oder Farben. Die Vielseitigkeit und Robustheit der Springerstiefel machen sie zu einem beliebten Schuhwerk für den Alltag, sowohl in städtischen als auch in ländlichen Umgebungen. Sie sind sowohl in der Arbeitswelt als auch in der Freizeit beliebt und bieten Schutz und Komfort bei verschiedenen Aktivitäten.